# Formazione ideale della NFL degli anni 1960
La formazione ideale della NFL degli anni 1960, in inglese NFL 1960s All-Decade Team, fu scelta dai giurati della Pro Football Hall of Fame. La squadra è composta giocatori che hanno fornito prestazioni eccezionali nella National Football League negli anni sessanta.
La formazione consiste in una squadra offensiva e difensiva, unità degli special team senza un capo-allenatore.

## Attacco
| Giocatore   | Ruolo           | Squadra                                 | College                  | Hall of Famer |
| ----------- | --------------- | --------------------------------------- | ------------------------ | ------------- |
| Quarterback | Sonny Jurgensen | Philadelphia Eagles Washington Redskins | Duke                     | Sì            |
| Quarterback | Bart Starr      | Green Bay Packers                       | Alabama                  | Sì            |
| Quarterback | Johnny Unitas   | Baltimore Colts                         | Louisville               | Sì            |
| Half back   | John David Crow | St. Louis Cardinals San Francisco 49ers | Texas A&M                | No            |
| Half back   | Paul Hornung    | Green Bay Packers                       | Notre Dame               | Sì            |
| Half back   | Leroy Kelly     | Cleveland Browns                        | Morgan State             | Sì            |
| Half back   | Gale Sayers     | Chicago Bears                           | Kansas                   | Sì            |
| Fullback    | Jim Brown       | Cleveland Browns                        | Syracuse                 | Sì            |
| Fullback    | Jim Taylor      | Green Bay Packers New Orleans Saints    | Louisiana State          | Sì            |
| Split End   | Del Shofner     | Los Angeles Rams New York Giants        | Baylor                   | No            |
| Split End   | Charley Taylor  | Washington Redskins                     | Arizona State            | Sì            |
| Flanker     | Gary Collins    | Cleveland Browns                        | Maryland                 | No            |
| Flanker     | Boyd Dowler     | Green Bay Packers                       | Colorado                 | No            |
| Tight end   | John Mackey     | Baltimore Colts                         | Syracuse                 | Sì            |
| Tackle      | Bob Brown       | Philadelphia Eagles Los Angeles Rams    | Nebraska                 | Sì            |
| Tackle      | Forrest Gregg   | Green Bay Packers                       | Southern Methodist       | Sì            |
| Tackle      | Ralph Neely     | Dallas Cowboys                          | Oklahoma                 | No            |
| Guardia     | Gene Hickerson  | Cleveland Browns                        | Mississippi              | Sì            |
| Guardia     | Jerry Kramer    | Green Bay Packers                       | Idaho                    | No            |
| Guardia     | Howard Mudd     | San Francisco 49ers Chicago Bears       | Michigan State Hillsdale | No            |
| Centro      | Jim Ringo       | Green Bay Packers Philadelphia Eagles   | Syracuse                 | Sì            |

## Difesa
| Giocatore        | Ruolo                | Squadra                          | College              | Hall of Famer |
| ---------------- | -------------------- | -------------------------------- | -------------------- | ------------- |
| Defensive end    | Doug Atkins          | Chicago Bears New Orleans Saints | Tennessee            | Sì            |
| Defensive end    | Willie Davis         | Green Bay Packers                | Grambling State      | Sì            |
| Defensive end    | David "Deacon" Jones | Los Angeles Rams                 | South Carolina State | Sì            |
| Defensive tackle | Alex Karras          | Detroit Lions                    | Iowa                 | No            |
| Defensive tackle | Bob Lilly            | Dallas Cowboys                   | Texas Christian      | Sì            |
| Defensive tackle | Merlin Olsen         | Los Angeles Rams                 | Utah State           | Sì            |
| Linebacker       | Dick Butkus          | Chicago Bears                    | Illinois             | Sì            |
| Linebacker       | Larry Morris         | Chicago Bears                    | Georgia Tech         | No            |
| Linebacker       | Ray Nitschke         | Green Bay Packers                | Illinois             | Sì            |
| Linebacker       | Tommy Nobis          | Atlanta Falcons                  | Texas                | No            |
| Linebacker       | Dave Robinson        | Green Bay Packers                | Penn State           | Sì            |
| Cornerback       | Herb Adderley        | Green Bay Packers Dallas Cowboys | Michigan State       | Sì            |
| Cornerback       | Lem Barney           | Detroit Lions                    | Jackson State        | Sì            |
| Cornerback       | Bobby Boyd           | Baltimore Colts                  | Oklahoma             | No            |
| Safety           | Eddie Meador         | Los Angeles Rams                 | Arkansas Tech        | No            |
| Safety           | Larry Wilson         | St. Louis Cardinals              | Utah                 | Sì            |
| Safety           | Willie Wood          | Green Bay Packers                | USC                  | Sì            |

## Special team
| Giocatore   | Ruolo        | Squadra                           | College                  | Hall of Famer |
| ----------- | ------------ | --------------------------------- | ------------------------ | ------------- |
| Punter      | Don Chandler | New York Giants Green Bay Packers | Bacone Indian JC Florida | No            |
| Placekicker | Jim Bakken   | St. Louis Cardinals               | Wisconsin                | No            |